# Édes Anna (film din 1958)
Édes Anna (titlul original: în maghiară Édes Anna) este un film dramatic maghiar, realizat în 1958 de regizorul Zoltán Fábri, după romanul omonim a scriitorului Dezső Kosztolányi, protagoniști fiind actorii Mari Töröcsik, Mária Mezei, Károly Kovács, Zsigmond Fülöp. 
Filmul a fost prezentat la Festivalul de Film de la Cannes 1959.

## Conținut
Budapesta la sfârșitul lui iulie 1919. După căderea comunei, familia Vizy își petrece zilele pe picior mare, la fel ca înainte. Angajează din nou o fată în casă bună la toate, pe micuța, modesta și tăcuta Anna. Fata încearcă să se obișnuiască cu viața la Pesta. În curând va avea un pețitor în persoana unui hornar. Dar Anna se îndrăgostește de nepotul doamnei Vizy, Jancsi, care într-o noapte o seduce pe tânăra naivă...

## Distribuție
- Mari Töröcsik – Anna
- Mária Mezei – doamna Vízy
- Károly Kovács – Kornél Vízy
- Zsigmond Fülöp – Jancsi
- Béla Barsi – Ficsor, portarul
- Anna Báró – d-na. Tatár
- Kati Böröndi – Katica
- Zoltán Greguss – Gábor Tatár
- Hilda Gobbi – Etel
- János Horkay – Druma
- György Kálmán –
- Zoltán Makláry – dr. Moviszter
- Erzsi Simor – doamna Moviszter
- Gellért Raksányi – Báthory
- Viktória Ujváry –